# S.W.A.T. (film)
S.W.A.T. este un film american de acțiune-crimă-thriller, lansat în 2003, regizat de Clark Johnson, și bazat pe serialul televizat din 1975 cu același nume. În rolurile principalesunt Samuel L. Jackson, Colin Farrell, Michelle Rodriguez și LL Cool J. Filmul a fost produs de Neal H. Moritz, și a fost în Statele Unite pe 8 august 2003, fiind distribuit de Columbia Pictures.

## Distribuție
- Samuel L. Jackson este sergentul de gradul 2 Daniel "Hondo" Harrelson
- Colin Farrell este ofițerul de poliție de gradul 3 Jim Street
- Michelle Rodriguez este ofițerul de poliție de gradul 3 Christina "Chris" Sanchez
- LL Cool J este ofițerul de poliție de gradul 3 Deacon "Deke" Kaye
- Olivier Martinez este Alexander Montel
- Jeremy Renner este ofițerul de poliție de gradul 3 Brian Gamble
- Josh Charles este ofițerul de poliție de gradul 3 T.J. McCabe
- Brian Van Holt este ofițerul de poliție de gradul 3 Michael Boxer
- Ken Davitian este Martin Gascoigne
- Reg E. Cathey este locotentul secund Greg Velasquez
- Larry Poindexter este căpitanul Thomas Fuller
- Page Kennedy este Travis
- Domenick Lombardozzi este GQ
- James DuMont este Gus
- Jeff Wincott este Ed Taylor

Actorii din serialul original Steve Forrest și Rod Perry au avut apariții cameo. Steve conduce furgoneta echipei, în timp ce Perry a jucat în rolul tatălui lui Kaye.

## Sequel
În 2011 a fost lansat un sequel direct-to-video numit S.W.A.T.: Firefight. Nici unul din actorii principali nu s-a mai regăsit printre protagoniși.